# Laredo Ranchettes (Teksas)
Laredo Ranchettes je naseljeno mjesto za statističke potrebe u američkoj saveznoj državi Teksas. Prema popisu stanovništva iz 2010. u njemu je živjelo 22 stanovnika.